# Heliconius illustris
Heliconius illustris är en fjärilsart som beskrevs av Gustav Weymer 1893. Heliconius illustris ingår i släktet Heliconius och familjen praktfjärilar. Inga underarter finns listade i Catalogue of Life.